# EuroVelo 2

Mapa da rota EuroVelo 2

A EuroVelo 2 (EV2), chamada de The Capitals Route (Rota das Capitais), é uma rota de ciclismo de longa distância da EuroVelo, com 5.500 km, que vai de Galway, na Irlanda, até Moscou, na Rússia. Essa rota de leste a oeste passa sequencialmente por sete países - Irlanda, Reino Unido, Holanda, Alemanha, Polônia, Bielorrússia e Rússia - e passa por todas as suas capitais.

## Rota

### Na Irlanda
A rota é conhecida como Dublin-Galway Greenway e ainda não foi finalizada. A parte oeste da EV2 entre Galway e Dublin foi programada para começar a ser construída entre Athlone e Mullingar em 2014 e concluída em 2015, ao longo de uma linha ferroviária desativada. Os trechos da margem do canal Royal entre Mullingar e a divisa dos condados de Westmeath - Meath foram concluídos. O trecho da fronteira do condado - ao trecho de Dublin encerrou a consulta pública em fevereiro de 2016. O projeto inicial da parte mais a oeste, que passa por Galway e Roscommon, foi rejeitado por não atender aos padrões e precisa ser reprojetado. É importante ressaltar que há alguma controvérsia sobre o padrão de design na Irlanda em geral.

### No Reino Unido

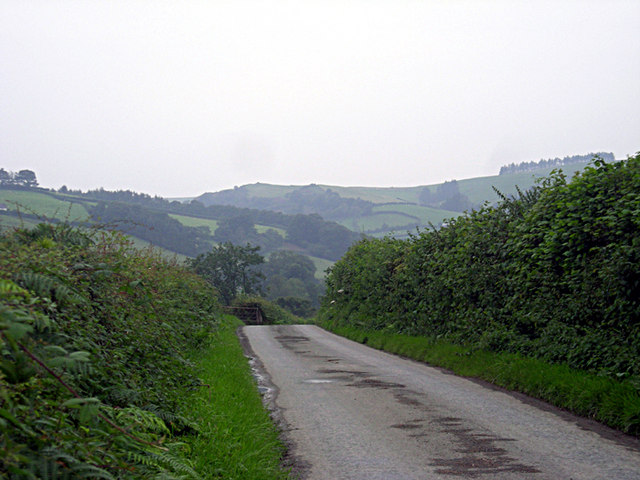
A EV2 em Powys, País de Gales

No Reino Unido, a EV2 começa em Holyhead, na Ilha de Anglesey, e percorre a região central do País de Gales ao longo da NCR8 Lôn Las Cymru da National Cycle Network, passando pelo Parque Nacional de Snowdonia e pelo Parque Nacional Brecon Beacons. Ela passa pela capital galesa, Cardiff, antes de cruzar o rio Severn, onde passa pelas cidades de Bristol e Bath - conectadas pelas ciclovias de Bristol e Bath. Depois disso, ela se junta às ciclovias de Kennet e Avon (NCR4) ao longo do canal que liga o rio Tâmisa e o canal de Bristol, passando por paisagens em seu caminho de Bath a Reading. Em Reading, a rota se junta à ciclovia Thames Path em seu destino para Londres. Finalmente, ela sai de Londres pelas docas, seguindo para o norte até o porto marítimo de balsas em Harwich.

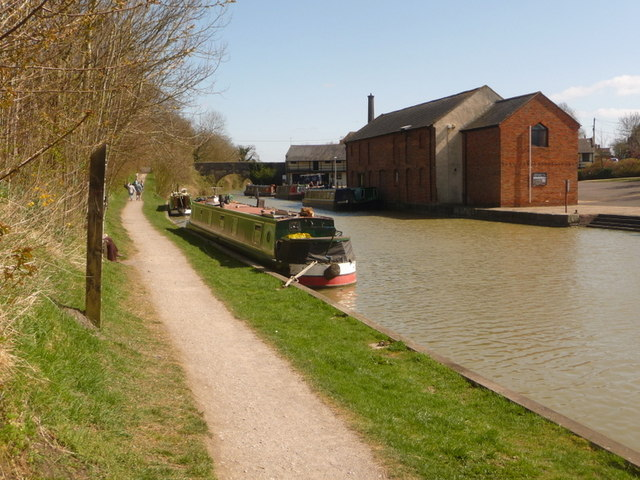
A EV2 ao longo do canal de Kennet e de Avon em Devizes, Wiltshire

### Na Holanda
Na Holanda, a EV2 segue as ciclovias nacionais holandesas LF4 e LF8. De Haia, ela segue a LF4 até Borculo e depois a LF8 até Zwillbrock, na fronteira com a Alemanha.

### In Germany

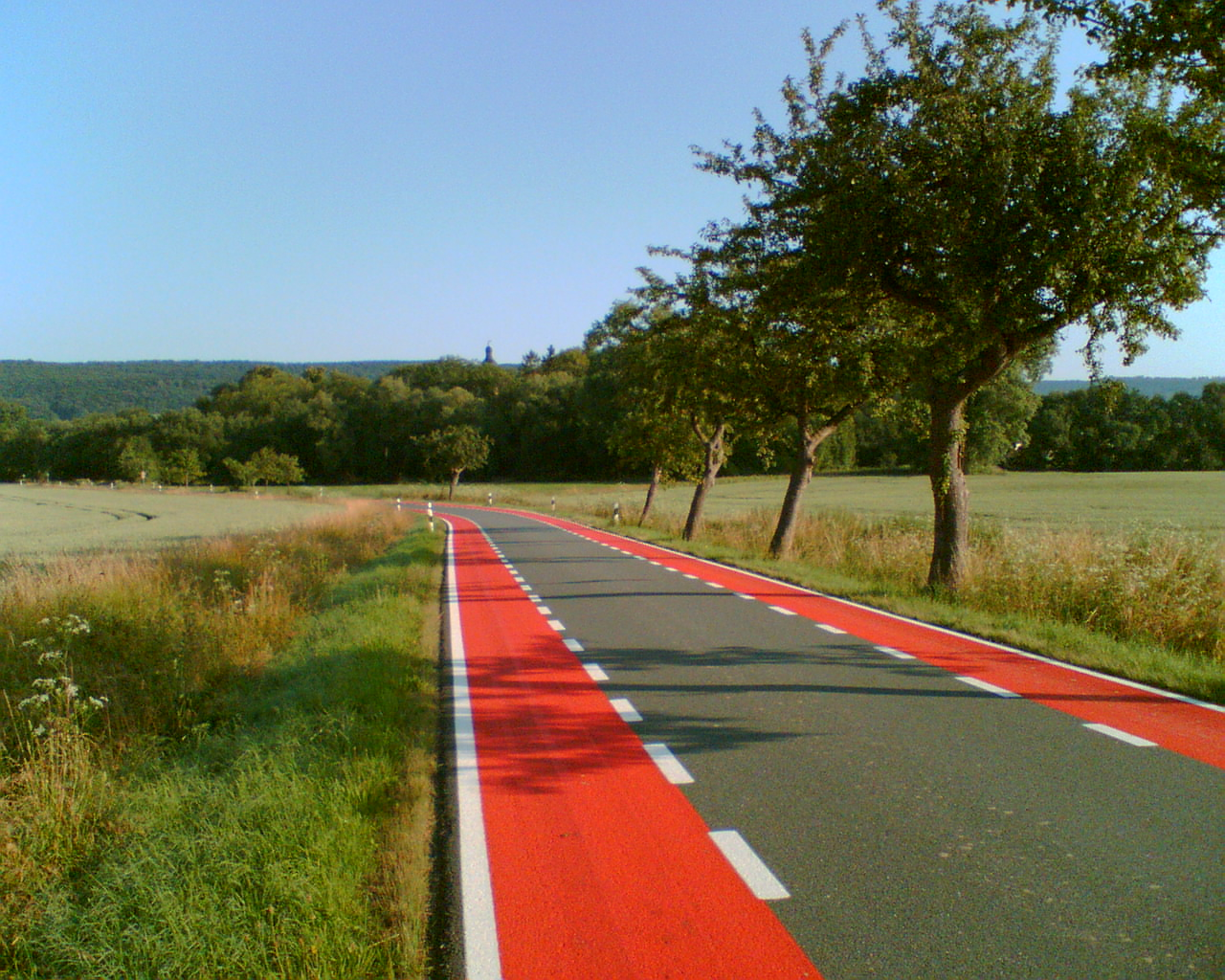
EV2 na Baixa Saxônia, Alemanha

Na Alemanha, a EV2 segue a D-Route 3 da rede de ciclovias alemã, que percorre 960 km da fronteira holandesa em Vreden até a fronteira polonesa em Küstrin-Kietz.

### Na Polônia
Na Polônia, a EV2 começa na fronteira alemã até Poznań. O restante está atualmente em andamento.

### Na Bielorrússia
Na Bielorrússia, a EV2 passará pela última grande floresta primitiva (em grande parte inalterada) da Europa, a Floresta Białowieża, e pela capital Minsk.

### Na Rússia
Na Rússia, a EV2 está em fase de planejamento e passará por Smolensk com destino a Moscou.